# Růžena Herlingerová
Růžena Herlingerová, rozená Rosin Schwarz(ová) (také Ruzena Herlinger, 8. února 1893 Tábor, 6. září 1978 nebo 19. února 1978 Montreal) byla česko-kanadská operní a koncertní pěvkyně, sopranistka českého původu, činná také jako sbormistryně a hudební pedagožka.

## Život a kariéra
Hudbě a zpěvu se začala učit v Táboře. V roce 1910 se přestěhovala do Vídně, kde dále studovala zpěv, podobně jako v Berlíně. Od roku 1915 začala ve Vídni veřejně vystupovat. Uměleckou spolupráci navázala se skupinou žáků Arnolda Schönberga, do níž patřili Alban Berg, Paul Pisk a Anton Webern. Zaměřila se na interpretaci moderní písňové tvorby a byla v tomto oboru velmi úspěšná. Koncertovala kromě Vídně například v Paříži (koncert Revue musicale, 1924) nebo v Londýně. V roce 1927 v Paříži poprvé uvedla Bergovy písně, do té doby pokládané za neproveditelné. Roku 1928 uspořádala koncert v Londýně, složený z Schönbergovy a Webernovy písňové tvorby. Koncertovala i v New Yorku, Ženevě a dalších velkoměstech světa. Na svých cestách propagovala českou písňovou tvorbu v originále. Roku 1929 pro ni Alban Berg napsal kantátu Der Wein, kterou zpívala v roce 1930 na festivalu v královci, a od té doby jí náležela všechna provedení této kantáty. Udržovala přátelské vztahy a uměleckou spolupráci s Oskarem Nedbalem a s Emou Destinnovou. Vystupovala společně s Vítězslavou Kaprálovou. Roku 1924 byla jmenována do předsednictva vídeňské sekce Mezinárodní společnosti pro soudobou hudbu. 
V roce 1935 se přestěhovala spolu s manželem, právníkem, publicistou a politikem JUDr. Alfredem Herlingerem a dcerou do Prahy. Aby mohla o nemocného muže pečovat, omezila svou koncertní činnost, přijala zaměstnání sbormistryně v rozhlase, a také soukromě vyučovala zpěvu. Manžel však již 29. ledna 1936 ve věku 53 let zemřel..  
V roce 1938 nebo 1939 uprchla s dcerou do Anglie. Za druhé světové války pobývala v Londýně, kde mimo jiné pořádala koncerty pro vojáky. V roce 1945 se vrátila do Prahy a do roku 1948 v Československém rozhlase vedla rozhlasový sbor. Po komunistickém puči se v roce 1949 se svou dcerou odstěhovala do Kanady. Tam vyučovala zpěv na konzervatoři v Quebecu (Conservatoire de musique et d'art dramatique du Québec). Zemřela v Montréalu.

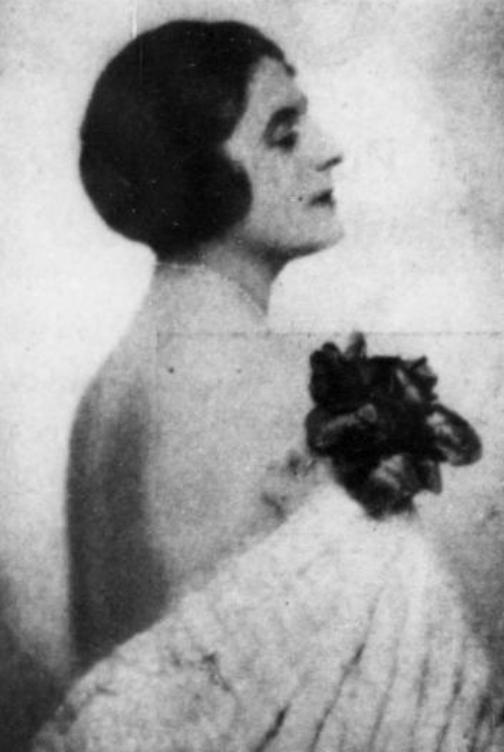
Růžena Herlingerová (1926)